# Hans Peter Hansen (nationalbankdirektør)
 For alternative betydninger, se Hans Peter Hansen. (Se også artikler, som begynder med Hans Peter Hansen)
Hans Peter Hansen (født 6. april 1797 i København, død 15. september 1861 samme sted) var en dansk grosserer, bankdirektør og politiker.

## Familie
H.P. Hansen var søn af vinhandler Gotfred Hansen (1765-1835) og hustru Anna Catharine Weinreich (1770-1856). Han var far til jurist og politiker Hans Nicolai Hansen og bror til handelsmand A.N. Hansen og dermed farbror til dennes børn, herunder grosserer Alfred Hansen og landstingsmændene Gustav Hansen, Harald Hansen og Octavius Hansen.

## Uddannelse og erhverv
H.P. Hansen gik på Efterslægtsselskabets Skole til 1812. Han blev derefter kontorist først hos sin far og senere hos agent J. Hammerich. Han havde en vinhandel på Christianshavn fra 1822 og havde også engroshandel fra 1840. Han gik konkurs i 1837, men fik genetableret virksomheden. Han kunne ikke redde den da han gik konkurs igen under pengekrisen i 1857.
Han blev direktør i Nationalbanken i 1846 og var fra L.N. Hvidts død i 1856 til sin egen død i 1861 eneansvarlig for bankens kommercielle ledelse.
Desuden havde Hansen adskillige bestyrelsesposter.

## Politisk karriere
H.P. Hansen blev i 1832 af en af Stadens 32 mænd og fortsatte i Borgerrepræsentationen da den oprettet i 1840. Han var Borgerrepræsentationens formand 1840-1841 og 1853-1858, og næstformand fra 1858.
Han blev valgt til stænderdeputeret fra København i Østifternes Stænderforsamling i 1834 med genvalg i 1840, var medlem af Den Grundlovgivende Rigsforsamling valgt i Københavns 2. distrikt, og medlem af Landstinget fra 29. december 1849 til 3. juni 1853 valgt i 1. landstingskreds.

## Udmærkelser
Hansen blev Ridder af Dannebrog i 1851 og udnævnt til etatsråd i 1856.